# خوان أوفييدو
خوان أوفييدو (بالإسبانية: Juan Oviedo)‏ هو لاعب كرة قدم أرجنتيني، ولد في 30 أبريل 1993 في بوينس آيرس في الأرجنتين. لعب مع ديبورتيفو نوبلينس ‏.

## وصلات خارجية
- خوان أوفييدو على موقع قاعدة بيانات كرة القدم.إي يو (الإنجليزية)
- خوان أوفييدو على موقع Soccerway.com (الإنجليزية)
- خوان أوفييدو على موقع عالم كرة القدم.نت (الإنجليزية)
- خوان أوفييدو على موقع AS.com (الإسبانية)